# Ramones (àlbum)
Ramones és el primer àlbum d'estudi de la banda estatunidenca de punk rock Ramones, publicat el 23 d'abril de 1976 per Sire Records. La violència, el consum de drogues, els problemes de relació, l'humor i el nazisme són temes destacats en les lletres de l'àlbum. El disc s'obre amb "Blitzkrieg Bop", que es troba entre les cançons més reconegudes de la banda. La majoria de les cançons de l'àlbum mesuren més de 160 ritmes per minut.
L'àlbum, que es va gravar en una setmana amb un cost de 6.400 dòlars, no va tenir l'èxit comercial esperat, arribant al número 111 de la llista Billboard Top LPs & Tape dels EUA, tot i que va rebre crítiques brillants de la crítica. Però és considerat un àlbum punk influent als Estats Units i al Regne Unit, i va tenir un impacte significatiu en altres gèneres de música rock, com el grunge i el heavy metal. L'àlbum es va classificar al número 33 de la llista de 2003 de Rolling Stone dels 500 millors àlbums de tots els temps, mantenint el rànquing en una revisió de 2012 i baixant al número 47 en el reinici de la llista de 2020. Va estar al primer lloc a la llista dels 100 millors àlbums de debut de tots els temps de Rolling Stone el 2022. Va ser certificat disc d'or per la Recording Industry Association of America el 2014.

## Llista de cançons
Totes les cançons són acreditades pels Ramones (excepte "Let's Dance"). Els autors escriptors reals s'enumeren al costat de cada cançó.
| 1. | «Blitzkrieg Bop»                        | 2:12 |
| 2. | «Beat on the Brat»                      | 2:30 |
| 3. | «Judy Is a Punk»                        | 1:30 |
| 4. | «I Wanna Be Your Boyfriend»             | 2:24 |
| 5. | «Chain Saw»                             | 1:55 |
| 6. | «Now I Wanna Sniff Some Glue»           | 1:34 |
| 7. | «I Don't Wanna Go Down to the Basement» | 2:35 |

| 8.            | «Loudmouth»                           |               | 2:14  |
| 9.            | «Havana Affair»                       |               | 2:00  |
| 10.           | «Listen to My Heart»                  |               | 1:56  |
| 11.           | «53rd & 3rd»                          |               | 2:19  |
| 12.           | «Let's Dance» (Chris Montez cover)    |               | 1:51  |
| 13.           | «I Don't Wanna Walk Around With You»  |               | 1:43  |
| 14.           | «Today Your Love, Tomorrow the World» |               | 2:09  |
| Durada total: | Durada total:                         | Durada total: | 29:04 |

Edició ampliada en CD de 2001
| Núm.          | Títol                                                    | Notes         | Durada |
| ------------- | -------------------------------------------------------- | ------------- | ------ |
| 15.           | «I Wanna Be Your Boyfriend» (demo)                       |               | 3:02   |
| 16.           | «Judy Is a Punk» (demo)                                  |               | 1:36   |
| 17.           | «I Don't Care» (demo)                                    |               | 1:55   |
| 18.           | «I Can't Be» (demo)                                      |               | 1:56   |
| 19.           | «Now I Wanna Sniff Some Glue» (demo)                     |               | 1:42   |
| 20.           | «I Don't Wanna Be Learned/I Don't Wanna Be Tamed» (demo) |               | 1:05   |
| 21.           | «You Should Never Have Opened That Door» (demo)          |               | 1:54   |
| 22.           | «Blitzkrieg Bop» (single version)                        |               | 2:12   |
| Durada total: | Durada total:                                            | Durada total: | 43:06  |

Notes
- Cançons 15 i 16 produïdes per Marty Thau al 914 Sound Studios, Blauvelt, Nova York, setembre de 1975. Publicades per primer cop a The Groups of Wrath: Songs of the Naked City (1991).[7]
- Cançons 17-21 produïdes per T. Erdelyi i dissenyades per Jack Malken als Dick Charles Studios, Nova York, 1975. Les cançons 18 i 20 es van publicar per primera vegada a All the Stuff (And More!) Volume 1 (1990), Sire #26220. Cançons 17, 19 i 21 no emeses anteriorment.
- Canço 22 produïda per Craig Leon. Publicada per primer cop al senzill Blitzkrieg Bop, febrer de 1976.

### Edició de luxe 40è aniversari de 2016
CD 1
Àlbum original
- Versió estèreo original remasteritzada (cançons 1-14). Font: mestre estèreo original de Plaza Sound, 1976.
- Mescla mono del 40è aniversari (cançons 15-28). Font: cintes multipista originals transferides a 192/24 notes digitals i mix originals. Mesclat a Abbey Road Studios, Londres, 2016 per Sam Okell i Craig Leon, assistit per John Bartlett.
- Llistes de cançons segons l'àlbum original.

CD 2
| 1.            | «Blitzkrieg Bop» (original stereo single version)                  | 2:12  |
| 2.            | «Blitzkrieg Bop» (original mono single version)                    | 2:11  |
| 3.            | «I Wanna Be Your Boyfriend» (original stereo single version)       | 2:25  |
| 4.            | «I Wanna Be Your Boyfriend» (original mono single version)         | 2:27  |
| 5.            | «Today Your Love, Tomorrow the World» (original uncensored vocals) | 2:12  |
| 6.            | «I Don't Care» (demo)                                              | 2:01  |
| 7.            | «53rd & 3rd» (demo)                                                | 2:23  |
| 8.            | «Loudmouth» (demo)                                                 | 2:16  |
| 9.            | «Chain Saw» (demo)                                                 | 2:01  |
| 10.           | «You Should Never Have Opened That Door» (demo)                    | 1:44  |
| 11.           | «I Wanna Be Your Boyfriend» (demo)                                 | 1:53  |
| 12.           | «I Can't Be» (demo)                                                | 2:02  |
| 13.           | «Today Your Love, Tomorrow the World» (demo)                       | 2:13  |
| 14.           | «I Don't Wanna Walk Around With You» (demo)                        | 1:55  |
| 15.           | «Now I Wanna Sniff Some Glue» (demo)                               | 1:45  |
| 16.           | «I Don't Wanna Be Learned/I Don't Wanna Be Tamed» (demo)           | 1:17  |
| 17.           | «You're Gonna Kill That Girl» (demo)                               | 2:51  |
| 18.           | «What's Your Name» (demo)                                          | 2:57  |
| Durada total: | Durada total:                                                      | 39:09 |

Notes
- Cançons 1 i 2 mesclades per Rob Freeman i Craig Leon al Plaza Sound, Radio City Music Hall, Nova York, 1976.
- Cançons 3 i 4 barrejades per Shelly Yakus i Craig Leon a la Record Plant, Nova York, 1976.
- Cançó 5 mesclada per Sam Okell i Craig Leon a l'Abbey Road Studios, Londres, 2016.
- Cançons 6-18 gravades al Dick Charles Studios, Nova York, 1975. Produït per T. Erdelyi i dissenyat per Jack Malken. Font: màsters de 2 pistes transferits a 192/24 digital.
- Cançons 5, 7-9, 11, 13, 14 i 17 no s'han publicat anteriorment.

CD 3
Live at Roxy Theatre, Hollywood, Califòrnia, 12 d'agost de 1976
- Conté dos sets complets en directe gravats la mateixa nit.

| 1.            | «Loudmouth» (live)                           | 2:13  |
| 2.            | «Beat on the Brat» (live)                    | 2:36  |
| 3.            | «Blitzkrieg Bop» (live)                      | 2:13  |
| 4.            | «I Remember You» (live)                      | 2:17  |
| 5.            | «Glad to See You Go» (live)                  | 2:03  |
| 6.            | «Chain Saw» (live)                           | 1:51  |
| 7.            | «53rd & 3rd» (live)                          | 2:27  |
| 8.            | «I Wanna Be Your Boyfriend» (live)           | 2:22  |
| 9.            | «Havana Affair» (live)                       | 1:55  |
| 10.           | «Listen to My Heart» (live)                  | 1:45  |
| 11.           | «California Sun» (live)                      | 1:58  |
| 12.           | «Judy Is a Punk» (live)                      | 1:23  |
| 13.           | «I Don't Wanna Walk Around With You» (live)  | 1:31  |
| 14.           | «Today Your Love, Tomorrow the World» (live) | 2:09  |
| 15.           | «Now I Wanna Sniff Some Glue» (live)         | 1:28  |
| 16.           | «Let's Dance» (live)                         | 2:09  |
| Durada total: | Durada total:                                | 64:40 |

Set 2
- Llista de cançons per al set 2 (cançons 17-32) segons el set 1.

Notes
- Enregistrat per la unitat mòbil Record Plant; produït per Craig Leon i dissenyat per Gary Ladinsky.
- Cançons 1-16 (set 1) mesclades per Shelly Yakus i Craig Leon al Record Plant, Nova York, 1976.
- Cançons 17-32 (set 2) mesclades per Sam Okell i Craig Leon, assistits per John Bartlett, als Abbey Road Studios, Londres, 2016. Font: cintes originals de 16 pistes transferides a 192/24 digital.

LP
Àlbum original
- Mix del 40è aniversari. Llista de cançons segons l'àlbum original.

## Crèdits
Crèdits adaptats d'AllMusic, excepte que s'indiqui el contrari.
Ramones
- Joey Ramone – veu
- Johnny Ramone – guitarra
- Dee Dee Ramone – baix, veus de suport, també veu principal a "53rd & 3rd"
- Tommy Ramone – bateria, veus de suport[a]

Músics addicionals
- Craig Leon – Orgue a "Let's Dance",[9] guitarra addicional[10][b], veus de suport.
- Mickey Leigh – veus de suport[11][c][12]
- Rob Freeman – veus de suport[d][13]
- Arturo Vega – picar de mans[14]
- Danny Fields – picar de mans[14]

Tècnics
- Craig Leon – productor, mescla
- Tommy Ramone - productor associat (acreditat com a T. Erdelyi)
- Rob Freeman – enginyer, mescla
- Don Hunerberg – enginyer ajudant
- Greg Calbi – mastering
- Roberta Bayley – fotografia, foto de portada
- Arturo Vega – fotografia, foto de contraportada